# Bradley Byrne

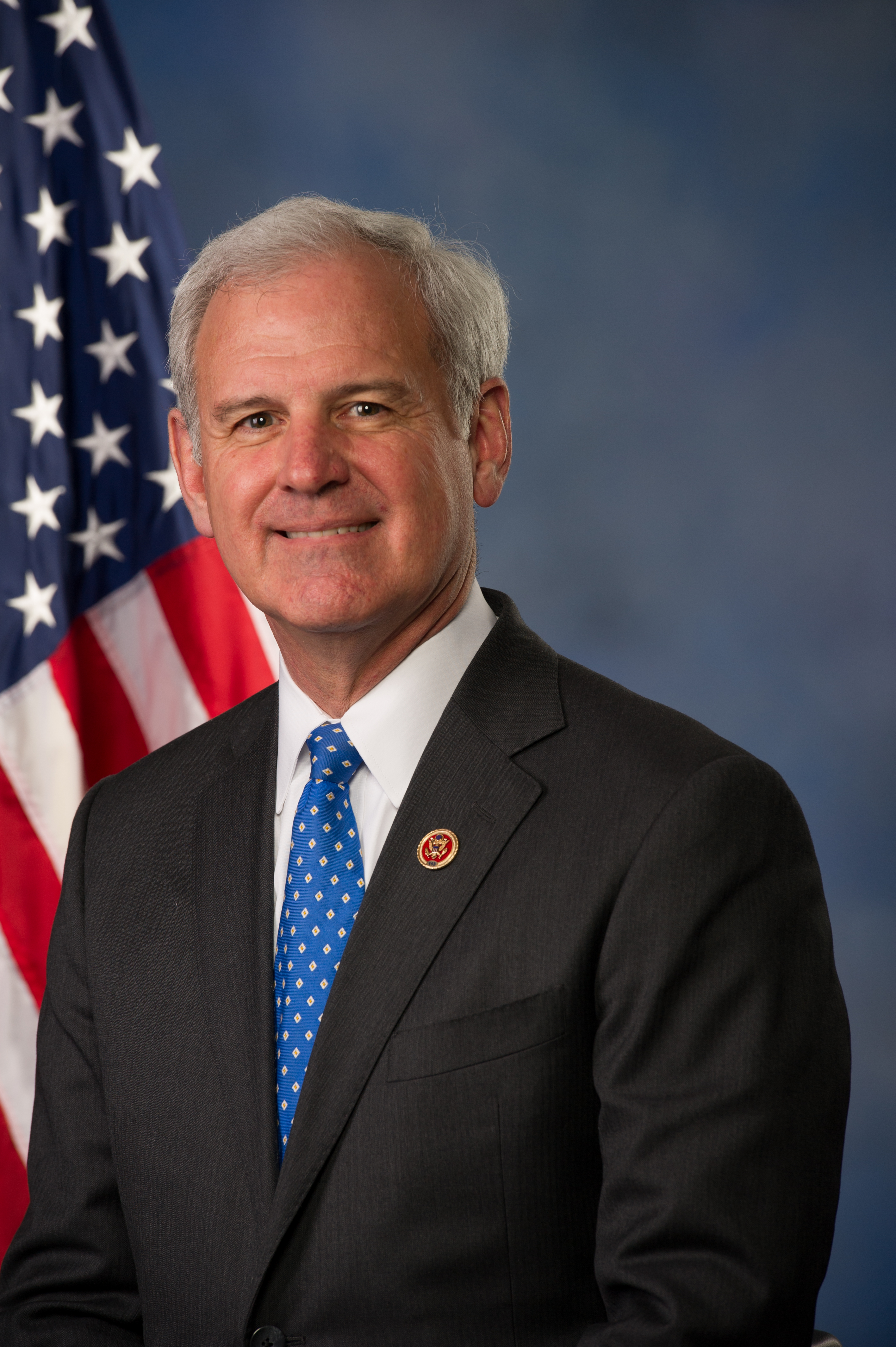
Bradley Byrne (2013)

Bradley Byrne (* 16. Februar 1955 in Mobile, Alabama) ist ein US-amerikanischer Politiker der Republikanischen Partei. Seit 2014 vertritt er den 1. Kongresswahlbezirk des Bundesstaates Alabama im US-Repräsentantenhaus.

## Familie, Ausbildung und Beruf
Bradley Byrne absolvierte die University Military School in Mobile. Anschließend studierte er bis 1977 an der Duke University in Durham (North Carolina). Nach einem anschließenden Jurastudium an der University of Alabama in Tuscaloosa und seiner 1980 erfolgten Zulassung als Rechtsanwalt begann er in diesem Beruf zu arbeiten.
Mit seiner Frau Rebecca hat er vier Kinder. Sie leben in Fairhope, Alabama.

## Politische Laufbahn
Politisch war Byrne zunächst Mitglied der Demokratischen Partei. Im Jahr 1997 trat er zu den Republikanern über. Zwischen 1994 und 2002 saß er im Bildungsausschuss seines Staates. Von 2002 bis 2007 war er Mitglied im Senat von Alabama. Danach fungierte er zwischen 2007 und 2009 als Kanzler der staatlichen Bildungsbehörde Alabama Department of Postsecondary Education. Er setzte sich vor allem gegen die Korruption ein. Im Jahr 2010 kandidierte er erfolglos in den Gouverneursvorwahlen seiner Partei, in denen er Robert J. Bentley unterlag.
Während des Wahlkampfes 2010 warfen ihm Konservative in einer Wahlwerbesendung vor, dass er an die Evolutionstheorie glaube und Teile der Bibel für falsch halte. Er wehrte sich vehement gegen diese Vorwürfe. Er glaube an den Kreationismus und habe sich dafür starkgemacht, dass dieser Teil der staatlichen Erziehung werde.
Nach dem Rücktritt des Abgeordneten Jo Bonner wurde Bradley Byrne bei der fälligen Nachwahl als dessen Nachfolger in das US-Repräsentantenhaus in Washington, D.C. gewählt, wo er am 17. Dezember 2013 sein neues Mandat antrat. Er setzte sich mit 71 zu 29 Prozent der Stimmen gegen den Demokraten Burton LeFlore durch. Bei der regulären Wahl 2014 wurde er mit 68 Prozent der Wählerstimmen bestätigt, ebenso gewann er die Wahlen 2016 und 2018.
Im Februar 2019 gab Byrne bekannt, sich um die Nominierung für einen der beiden Sitze Alabamas im Senat der Vereinigten Staaten zu bewerben. Er tritt daher nicht wieder für seinen bisherigen Sitz im US-Repräsentantenhaus bei der Wahl 2020 an; sein dortiges Mandat endet am 3. Januar 2021. In der Senats-Vorwahl trifft Byrne, der als Unterstützer des Präsidenten Donald Trump gilt, unter anderem auf Roy Moore, der bei der Nachwahl 2017 dem Demokraten Doug Jones unterlegen war. In der Vorwahl am 3. März 2020 wurde Byrne Drittplatzierter und schied so, zusammen mit Moore und drei weiteren Kandidaten, aus der Wahl aus. Siegreich waren der ehemalige Justizminister der USA, Jeff Sessions und der ehemalige Trainer verschiedener American‐Football‐Mannschaften, Tommy Tuberville, die in einer Stichwahl gegeneinander antreten werden.